# Chyliza leguminicola
Chyliza leguminicola är en tvåvingeart som beskrevs av Axel Leonard Melander 1920. Chyliza leguminicola ingår i släktet Chyliza och familjen rotflugor. Inga underarter finns listade i Catalogue of Life.